# Deutschordenskirche St. Vitus (St. Veit)

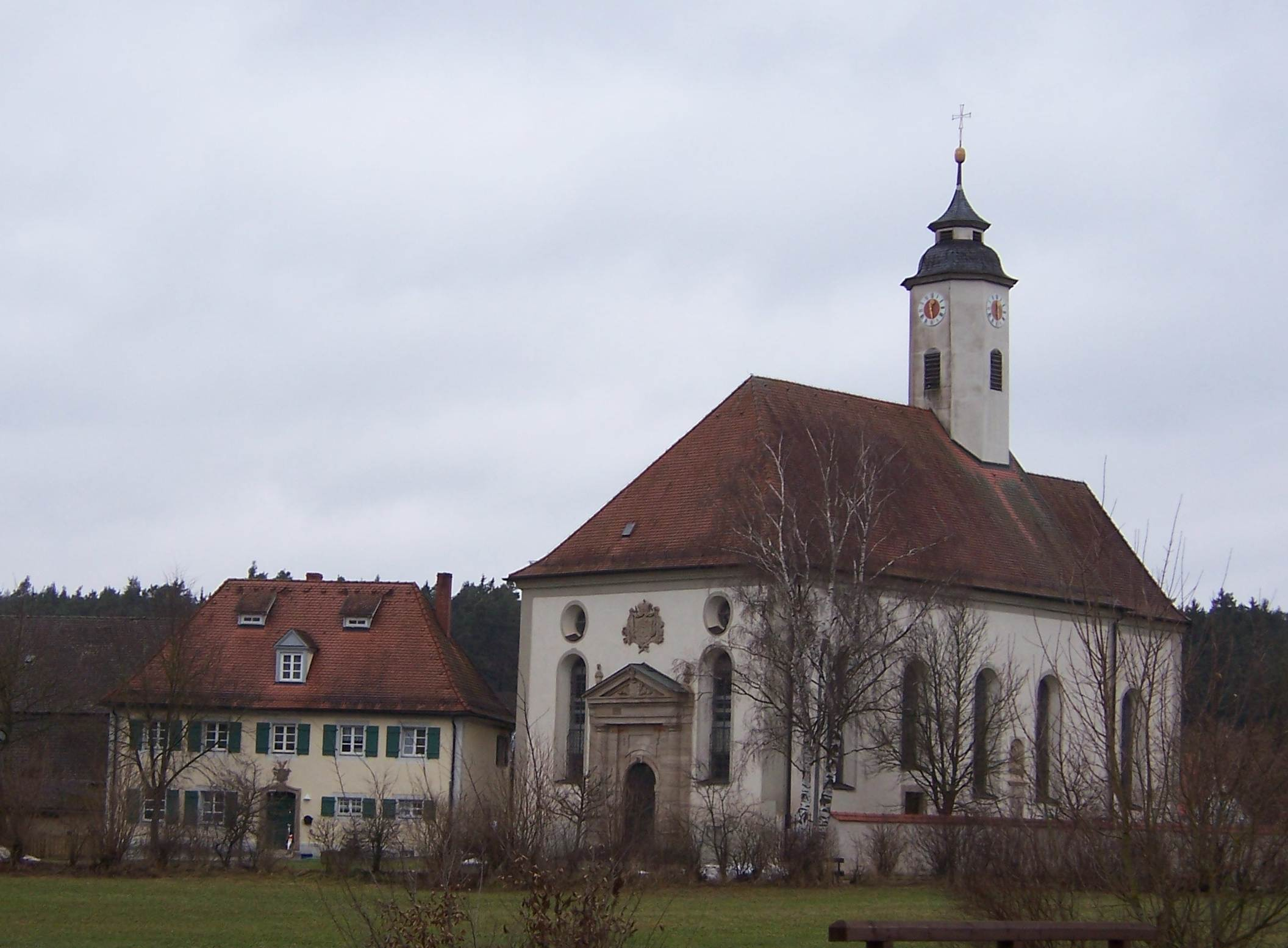
Kirche St. Veit

Die St.-Vitus-Kirche ist eine römisch-katholische Kirche in St. Veit, einem Gemeindeteil von Pleinfeld im mittelfränkischen Landkreis Weißenburg-Gunzenhausen. Sie wurde im Auftrag des Deutschen Ordens in den 1780er Jahren im klassizistischen Stil mit barocken Elementen errichtet. Die Kirche ist die Pfarrkirche der Pfarrei St. Veit im Pfarreienverbund Weißenburg im Dekanat Weißenburg-Wemding des Bistums Eichstätt. Zur Pfarrgemeinde St. Veit gehören die Filialen Ramsberg am Brombachsee, Walkerszell und Gündersbach. Das Kirchengebäude ist unter der Denkmalnummer D-5-77-161-103 als Baudenkmal in die Bayerische Denkmalliste eingetragen. Die Vorgängerbauten der Kirche sind zusätzlich als Bodendenkmal (Nummer: D-5-6831-0184) eingetragen.

## Baugeschichte

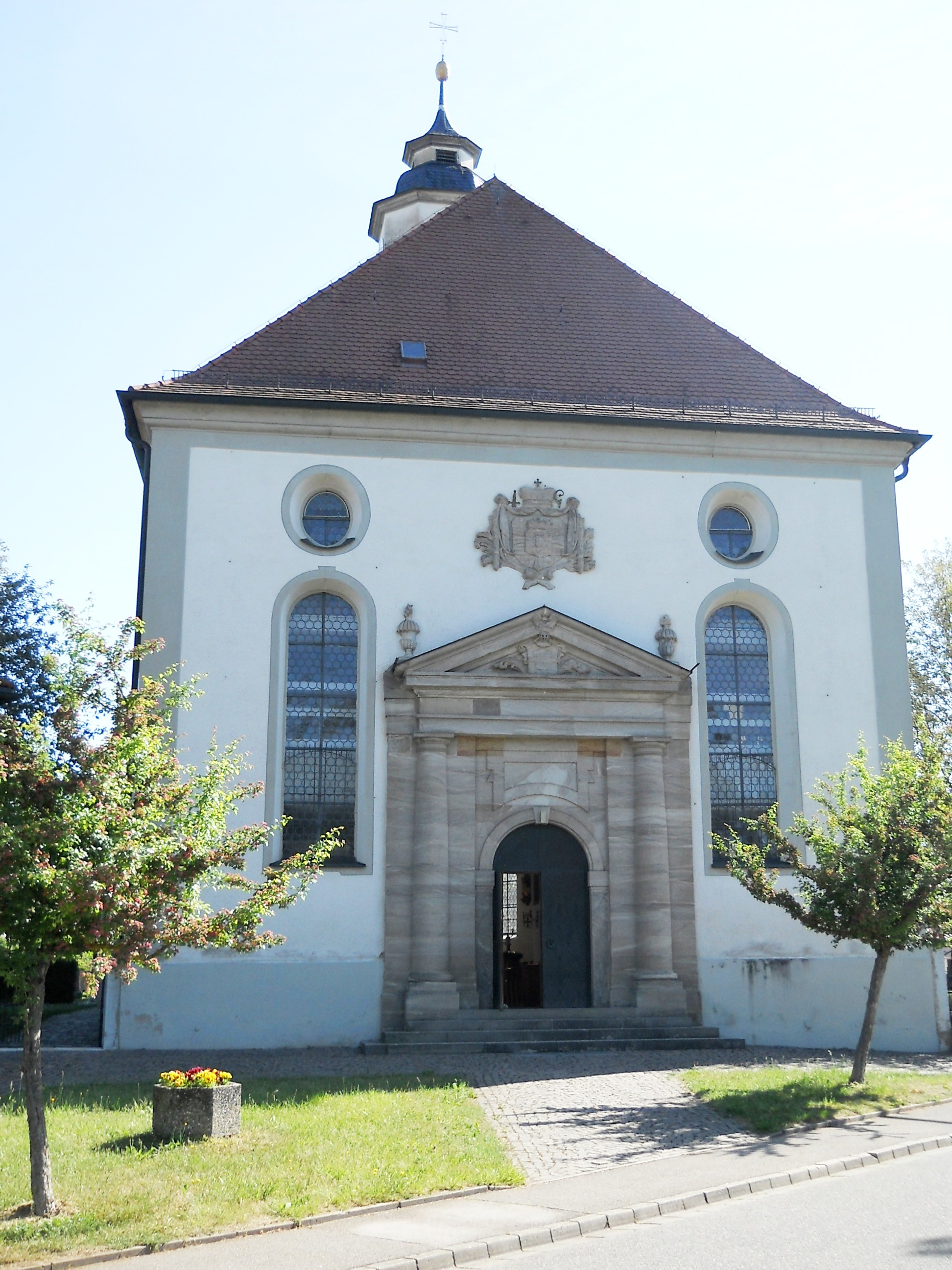
Fassade mit dem Kirchenportal

St. Veit war Besitz der Deutschordenskommende Ellingen. Die Vorgängerkirche, über die nichts überliefert ist, wurde abgerissen, um einem Neubau Platz zu schaffen. Am 20. Oktober 1783 genehmigte Landkomtur Franz Sigismund Adalbert von Lehrbach die Entwürfe des Baumeisters Johann Michael Keller aus Schwäbisch Gmünd. Der Plan wurde jedoch nicht ausgeführt. 1786 übertrug der Landkomtur den Neubau dem Baumeister Pickel aus Konstanz, der mit 24 Maurern und einem Polier aus Bregenz anrückte und nach seinen neuen, vereinfachten Plänen die Kirche errichtete. Nach nur zweijähriger Bauzeit fand Pfingsten 1788 die Kirchen- und Altarweihe statt.

## Baubeschreibung
Die Kirche ist ein mit Flachdach versehener Saalbau im klassizistischen Stil; das Kirchenschiff ist 20 Meter lang und 11,60 Meter breit. Der dreiseitig geschlossene Chor ist eingezogen. Das vierjochige Kirchenschiff zeigt im Innern Pilaster mit ionischen Kapitellabschlüssen. In der nach Südwesten gerichteten Hauptfassade ist ein aus Sandsteinen mit toskanischen Halbsäulen gestaltetes Portal eingelassen, das im Giebeldreieck das Wappen des Freiherrn von Lehrbach, dem Bauherrn der Kirche und darüber auf der Wand das Wappen des Deutschordenshochmeisters Maximilian Franz von Österreich präsentiert. Im Innern befindet sich an dieser Wand die Doppelempore. Die Sakristei ist nördlich an den Chor angebaut. Der große Dachreiter mit Kuppelhaube mit stumpfer Laterne und mit stichbogigen Schallöffnungen über dem Ostgiebel bestimmt das Ortsbild. In die westliche Kirchhofmauer ist ein mit dem Jahr 1829 bezeichneter Grabstein eingelassen.

## Ausstattung

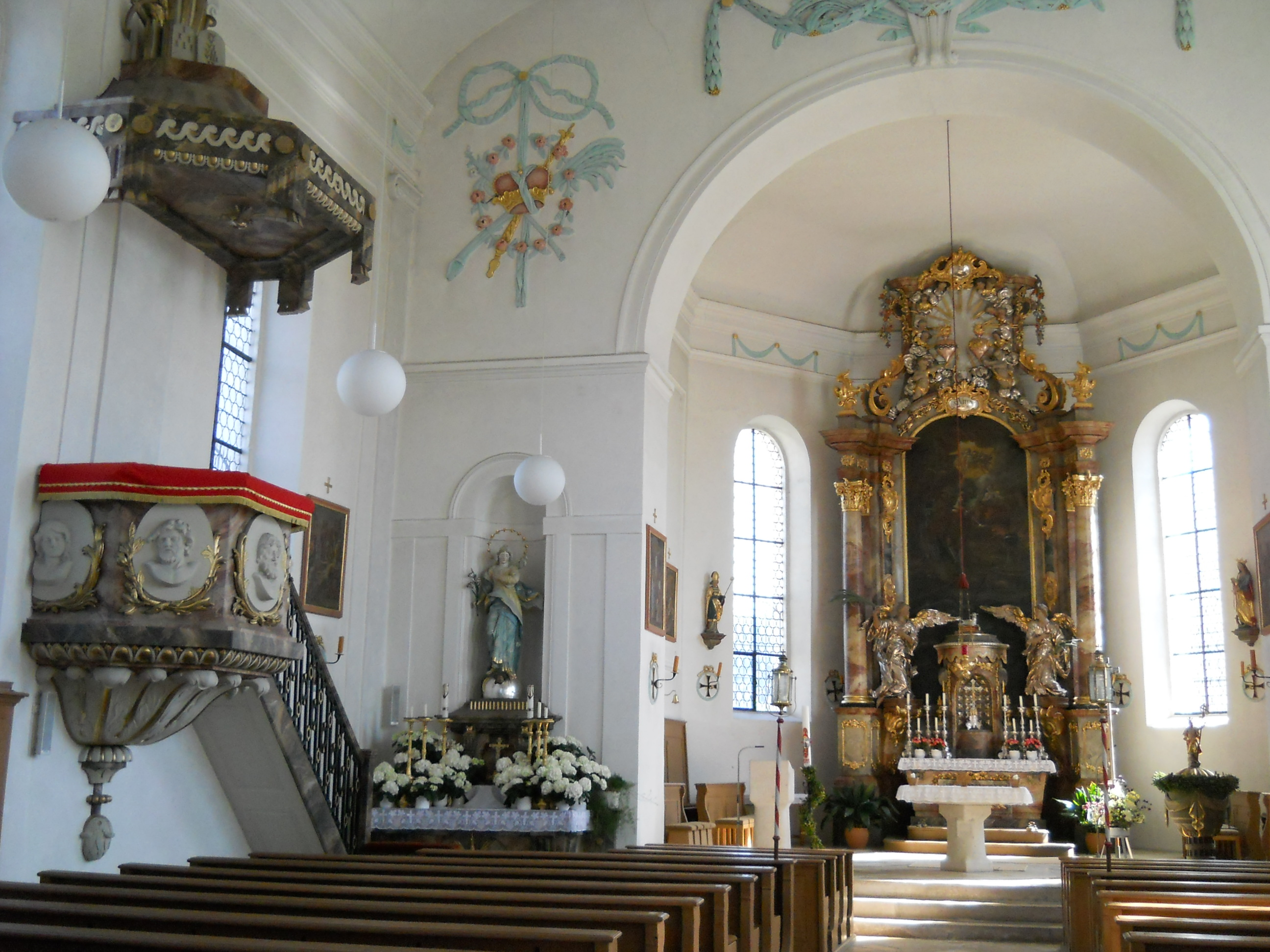
Kanzel, linker Seitenaltar und Hochaltar

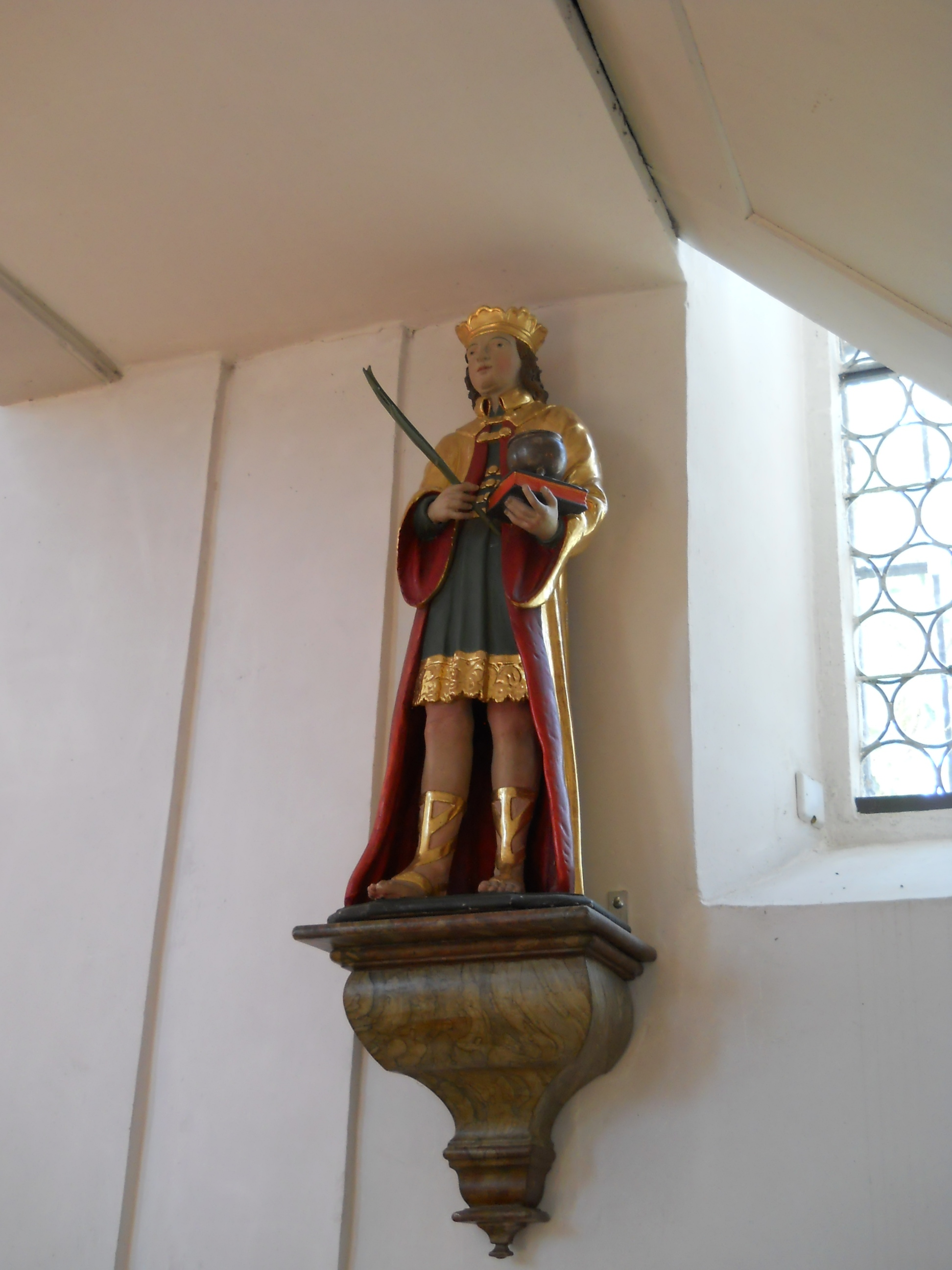
Figur St. Veit unter der Doppelempore

Die drei Rokokoaltäre der Kirche und die Kanzel wurden 1755 von Dominikus Biber geschaffen und 1818 aus dem profanierten Franziskanerkloster in Ellingen hier eingebaut. Der Hochaltar wurde aus den Ellinger Teilen zu einer neuen Einheit zusammengebaut, jedoch ohne das ursprüngliche Altarbild; das neue Altargemälde, das den Kirchenpatron St. Vitus im Ölkessel darstellt, wurde von dem Konstanzer Künstler Franz Ludwig Herrmann im 18. Jahrhundert gemalt. Die Figuren des hl. Nikolaus und der hl. Katharina stammen aus dem frühen 16. Jahrhundert und standen wohl schon in der Vorgängerkirche. Auf dem Tabernakel mit den zwei großen begleitenden Engeln (um 1730; „gute Barockengel“) befindet sich eine die Erlösung durch Jesus symbolisierende Pelikan-Darstellung. Über den Altartischen der Seitenaltäre stehen in Mauernischen Statuen des Bildhauers Leonhard Meyer, rechts der Jesuitenmissionar Franz Xaver, links Maria Immaculata mit Sternenkranz. Der Chorbogen ist mit klassizistischen Stuckelementen geschmückt, die Embleme der weltlichen und geistlichen Gewalt zeigen.
Am polygonen Kanzelkorpus sind in Form antiker Kameen die vier Evangelisten in Reliefbüsten und ohne Attribute dargestellt. Auf dem Schalldeckel sind die zwei Gesetzestafeln, ein Kreuz und eine Vase angebracht. Auf der Kanzelbrüstung hat sich Franz Anwander aus Landsberg am Lech porträtiert, der 1788 alle Fassungen der Kirche besorgt hatte. Das aus der Bauzeit der Kirche stammende runde Taufbecken auf kanneliertem Ständer steht im Chorraum rechts neben dem einfachen Chorgestühl. 1993 kamen ein Volksaltar und ein Ambo von Hans Kreuz aus Herrsching am Ammersee in den Altarraum.
In der Kirche befinden sich außerdem eine Vitusstatue und eine Mondsichelmadonna aus dem 17. Jahrhundert sowie ein aus der Ellinger Franziskanerkirche stammendes lebensgroßes Kruzifix mit Madonna, flankiert von vier Putten mit den Leidenswerkzeugen (um 1730). Zwölf Apostelkreuze in der Form von schwarzen, golden gerandeten Deutschordenskreuzen markieren die Stellen, an denen bei der Kirchenweihe der Bau vom Bischof mit Chrisam gesalbt wurde. Die klassizistische Kirchenorgel auf der Empore wurde 1863 vom Eichstätter Orgelbauer Joseph Bittner geschaffen; sie besitzt zwei Manuale und 10 Register und wurde 1993 überholt.